# Bocchetta di Altare
La Bocchetta di Altare, nota anche come Colle di Cadibona, è un importante valico in Provincia di Savona, che convenzionalmente divide le Alpi dagli Appennini, nello specifico le Alpi Liguri dall'Appennino Ligure.

## Storia
Il valico veniva considerato già al tempo dei Romani come limite tra il sistema alpino e il sistema appenninico, perché in questo tratto dello spartiacque «l'abbassamento della catena montuosa, che nella zona ha carattere uniforme [...] , è più esteso [...] che altrove [...] e l'altitudine del valico rimane la minima del displuvio appenninico fino alla sella di Marcellinara in Calabria.»
Nonostante fosse già stato sfruttato dagli 8 000 soldati di Magone Barca nel corso della seconda guerra punica durante la ritirata dell'esercito cartaginese dalla pianura padana del 203 a.C., la prima vera strada di valico fu aperta dal console romano Marco Emilio Scauro nel 109 a.C., al fine di collegare il porto di Vada Sabatia, l'odierna Vado Ligure, alla città di Derthona, oggi Tortona. La strada faceva parte della via Aemilia Scauri.
Già all'epoca della campagna d'Italia di Napoleone Bonaparte (1796-1797) sul colle sorgevano alcune fortificazioni. I francesi allargarono la strada che oltrepassa il valico e costruirono sotto la bocchetta una galleria di circa 300 metri, il cui ingresso nord è posto alla quota di 435 m s.l.m. Di qui nasce l'equivoco sulla reale altitudine del colle: la galleria di valico si trova a quota 435, il colle sovrastante a quota 459.
Nella seconda metà degli anni ottanta del XIX secolo venne realizzato sul colle un sistema di sbarramento con la costruzione di una serie di forti (complesso difensivo della Tagliata e del forte di Altare), oggi abbandonati: forte Tecci e forte Cascinotto, entrambi sul versante alpino del passo. Sul forte Tecci venne aperto nel 1889 l'Osservatorio meteorologico-sismico della fortezza di Altare.
Il valico ha perso gran parte della propria importanza logistica a seguito dell'apertura dell'autostrada A6 Savona-Torino nel 1960 e della nuova galleria sulla SS 29 che aggira a nord il colle e l'abitato per collegare direttamente Cadibona al casello autostradale di Altare.

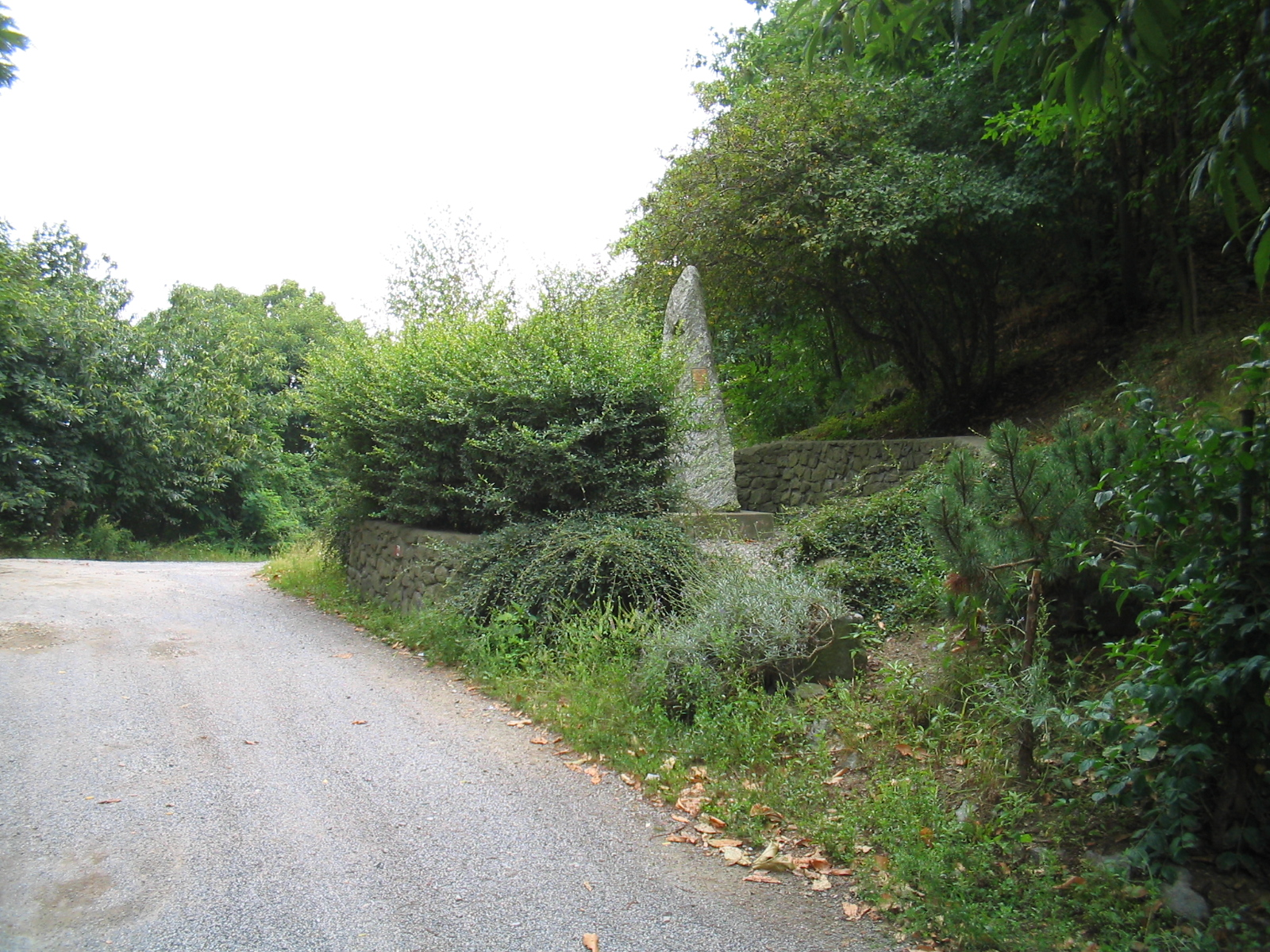
Oltre il monumento, la strada che corre lungo lo spartiacque

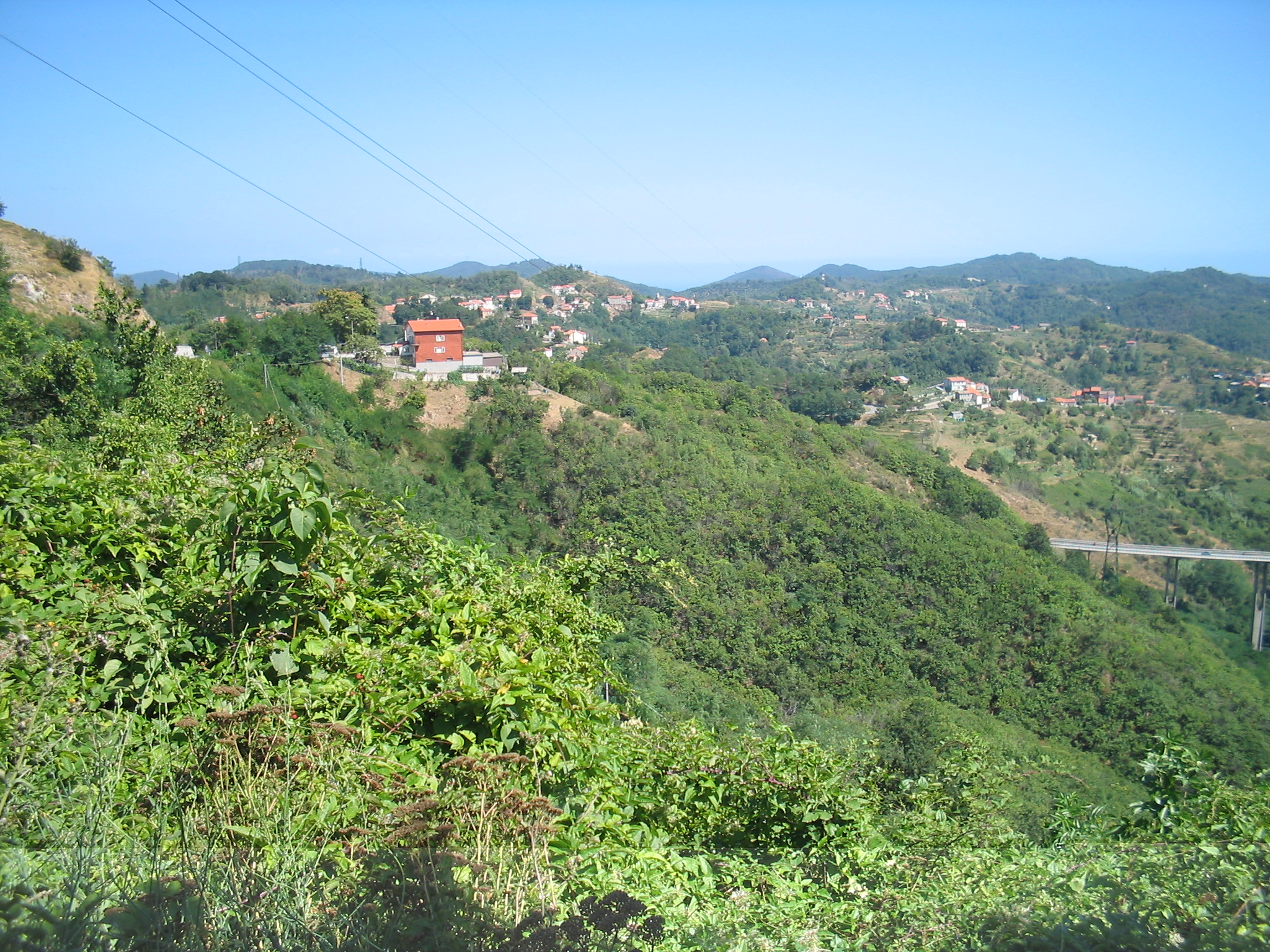
Vista di Cadibona, una volta scesi dalla Bocchetta, sulla provinciale

## Geografia
Il colle si apre tra il monte Burot (Prealpi Liguri, 746 m) e la prima modesta altura dell'Appennino Ligure (non battezzata dalla cartografia, quota 408,7 m s.l.m.), che lo separa dal colle di Santa Libera. Il colle è raggiungibile percorrendo la strada statale 29 del Colle di Cadibona. Nei pressi del colle transitano anche l'autostrada A6 Torino-Savona e la ferrovia Savona-San Giuseppe di Cairo. Il colle è terminale di tappa dell'Alta via dei Monti Liguri.
In realtà il punto più basso dello spartiacque ligure-padano è il colle di Santa Libera (441 m s.l.m.), che si trova a 1,7 km di distanza in direzione nord. Tuttavia il colle di Cadibona è da sempre preferito come punto di valico perché più facilmente raggiungibile da Vado.